# Clazien Immink
Clazien Immink (Rotterdam, 5 december 1946) is een Nederlandse beeldend kunstenares, die woont en werkt in Rotterdam.
Immink studeerde aan de Rotterdamse Academie van Beeldende Kunsten, de Katholieke Leergangen in Tilburg en de Academie voor Industriële Vormgeving in Eindhoven.
Na haar studie doceerde zij tot 1990 parttime aan de PABO te Eindhoven. Vanaf 1990 wijdt zij zich volledig aan de kunst in eigen atelier te Rotterdam met schilderen, tekenen, monotypen, aquarelleren, zeefdrukken en ontwerpen.
Zij heeft veelvuldig in binnen- en buitenland geëxposeerd, waaronder in het Jeroen Boschhuis in 's-Hertogenbosch, het
Museum Kempenland in Eindhoven, het Markiezenhof in Bergen op Zoom, Natuurhistorisch Museum en Galerie Westerkadekunst, beide in Rotterdam.
In 2008 schilderde zij het portret van Bram Peper, oud-burgemeester van Rotterdam. Op het portret, aanzienlijk moderner dan de doorgaans statige andere schilderijen in de burgemeestersgang, staat Peper vereeuwigd voor de Erasmusbrug.

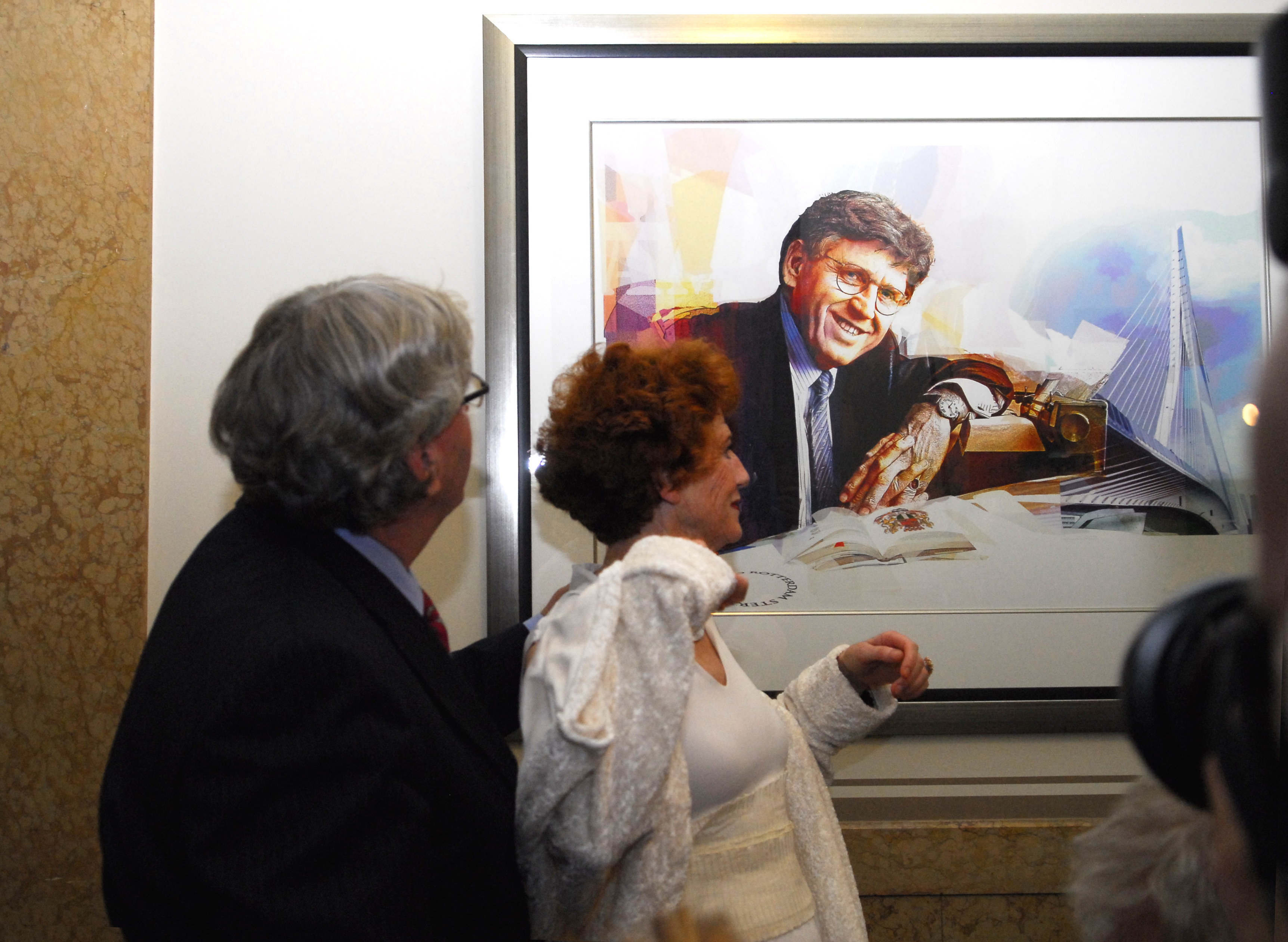
Clazien Immink bij de onthulling van het portret van oud-burgemeester Bram Peper, november 2008.

Beertje Poes is een prentenboek met tekeningen van Clazien Immink en geschreven door Hans van Roon. Het boek wordt sinds 2016 uitgegeven door de Nederlandse Cystic Fibrosis Stichting.

## Kunstopdrachten
- Stichting Kinderpostzegels
- Artotheek Hellevoetsluis
- Artotheek Utrecht
- Artotheek Gorinchem
- Stichting Haags Kinderatelier
- Provinciehuis Zuid-Holland
- Stichting Kunst in School
- Stadhuis, Eindhoven
- Gemeentehuis, Geldrop
- Ministerie van O C & W, Zoetermeer en Den Haag